# Kudakwashe Mahachi
Kudakwashe Mahachi (Bulawayo, 29 de setembro de 1993), é um futebolista Zimbabueano que atua como atacante. Atualmente, joga pelo Golden Arrows (emprestado pelo Mamelodi Sundowns).